# Saint-Jean (jezioro)
Saint-Jean (fr. Lac Saint-Jean) – duże, stosunkowo płytkie jezioro w południowo-środkowym Quebecu w Kanadzie, na Płaskowyżu Laurentyńskim. Położone jest ok. 160 km na zachód od Rzeki Świętego Wawrzyńca, do której wpada wypływająca z jeziora Saint-Jean rzeka Saguenay. Stanowi centrum regionu administracyjnego Saguenay–Lac-Saint-Jean.
Jezioro Saint-Jean zostało napełnione wodą pod koniec ostatniego zlodowacenia. Istniała hipoteza, że jest to jezioro meteorytowe.
Mając wymiary 43,8 na 24 km i długość linii brzegowej 436 km Saint-Jean jest największym jeziorem prowincji Quebec po Mistassini i Lac à l’Eau Claire. Jest zasilane wieloma małymi rzekami, których źródła znajdują się na północy Saguenay–Lac-Saint-Jean.
Pierwotna, wywodząca się z języków Indian nazwa jeziora Piékoagami („płytkie jezioro”), została później zastąpiona nazwą na cześć jezuity Jeana de Quen. Jean de Quen stał się 20 maja 1647 roku pierwszym Europejczykiem, który stanął nad brzegiem jeziora Saint-Jean.
Gospodarka okolic jeziora była zdominowana przez handel futrami aż do XIX wieku. Kolonizacja regionu Saguenay–Lac-Saint-Jean rozpoczęła się w 1838 roku i trwała intensywnie aż do początku XX wieku. Głównymi gałęziami gospodarki były leśnictwo i rolnictwo. W XX papiernictwo i hutnictwo zyskały na znaczeniu, zbudowano również zapory koło Almy i na Péribonce. Wybrzeża jeziora są również popularne wśród turystów.